# Eric Broadley

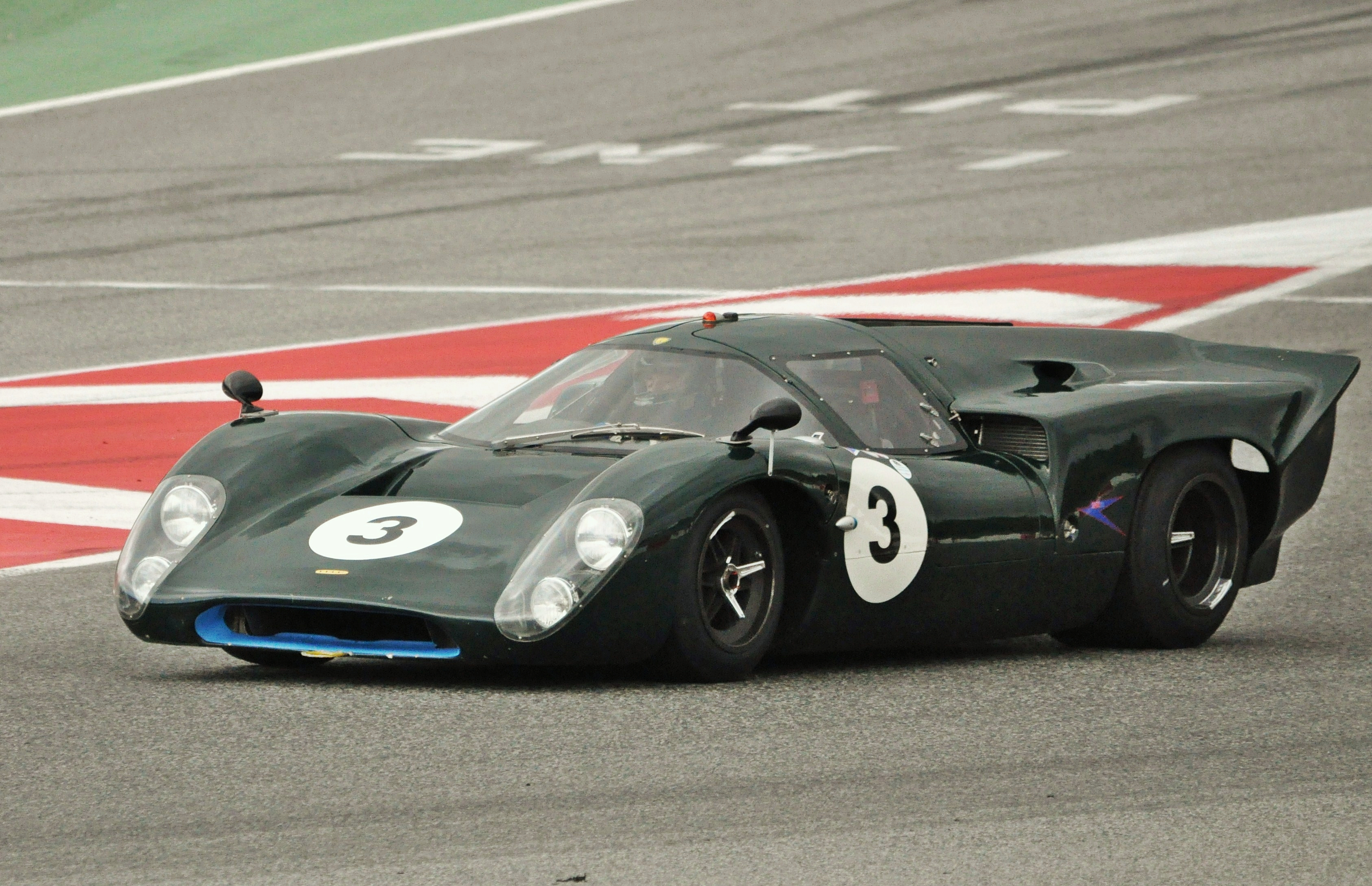
Lola T70

Eric Harrison Broadley (Bromley, 22 settembre 1928 – Cambridge, 28 maggio 2017) è stato un dirigente sportivo, pilota automobilistico e progettista britannico, fondatore dell'ex casa costruttrice di vetture da competizione Lola Cars.

## Biografia
La prima auto progettata da Broadley, la Broadley Special, era alimentata da un motore SV da 1172 cm³ basato sulla Ford Model C e venne costruita nel 1957. L'auto vinse diverse gare a livello nazionale. Questo successo spinse Broadley nel 1958 a costruire la MK1 con un telaio tubolare e un motore Climax. In seguito fondò la società Lola con sede a Bromley. Nel 1960 la Lola fornì alla Formula Junior la monoposto Mk2 con motore anteriore che si rivelò poco competitivo e allora Broadley la sostituì con la Mk3 a motore centrale nel 1961.
Nel 1962 debuttò con la Lola Mk4, gestita dal team Yeoman Credit di Reg Parnell con i piloti John Surtees e Roy Salvadori, in Formula 1. L'innovativo sistema di sospensioni delle ruote di Broadley venne utilizzato fino agli anni '70. Surtees ottenne la pole position nella prima gara della stagione in Olanda, ma la squadra dovette ritirarsi alla fine dell'anno a causa di problemi finanziari e Broadley si concentrò sulla Formula Junior, Formula 3 e sui sport prototipi.
La Mk6 del 1963 (chiamata anche Lola GT) con motore Ford V8 e carrozzeria in fibra di vetro prese parte alla 24 Ore di Le Mans con David Hobbs. Ford venne a conoscenza di Broadley attraverso le prestazioni delle sue auto sportive e lo assunse come consulente tecnico per il progetto Ford GT40. Tuttavia, Broadley lasciò la Ford dopo 18 mesi.
Broadley tornò nuovamente in Formula 1 alla fine degli anni '60 con la Honda e a metà degli anni '70 con il Graham Hills Embassy Team, per poi concentrarsi sulle corse automobilistiche statunitensi, dove le sue vetture ottennero vari successo nella serie Indycar. Nel 1966 Graham Hill vinse la 500 Miglia di Indianapolis con la sua Lola T90. L'anno successivo Al Unser conquistò il secondo posto con una T90 modificata. 
Oltre alle auto da corsa, Broadley continuo a sviluppare auto sportive. La sua Lola T70 vinse con un motore Chevrolet e con i piloti Mark Donohue e Chuck Parsons la 24 Ore di Daytona nel 1969. Negli anni 70 Broadley costruì veicoli per la Formula 2, Formula 3, Formula Ford, Formula V e Super-V, Formula Atlantic e Can-Am.
Dal 1987 al 1991 la Lola costruì le monoposto per la scuderia di Formula 1 Larrousse. Nel 1993 seguì un altro progetto in Formula 1 con la BMS Scuderia Italia. Entrambi i progetti non ebbero il successo sperato e Broadley ci riprovò nel 1997 con una scuderia tutta sua chiamata Mastercard Lola F1 Team. Ma anche questo progetto fallì e Broadley vendette la sua azienda al pilota irlandese Martin Birrane nel dicembre 1997.
Morì nel 2017.

## Vetture progettate

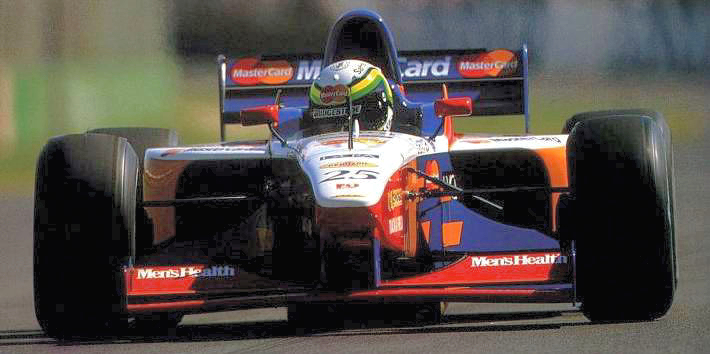
Lola T97/30

- Lola Mk4
- Lola LC89
- Lola T93/30
- Lola T97/30
- Lola Mk6 GT